# ブラッディ・クロス
『ブラッディ・クロス』は米山シヲによる日本の漫画作品。ペンネーム水城葵（作者の旧ペンネーム）・タイトル『BLOODY CROSS』で『月刊少年ガンガン』（スクウェア・エニックス刊）2007年7月号にて一度読み切りが掲載された。その後は同誌2009年3月号より2015年8月号まで連載された。

## あらすじ
混血の天使・月宮と日向が、自らの命を蝕む烙印を消すため、時に争い、時に共闘する。
「神の預言書」争奪戦で、純血の天使「続」と出会うことで、2人は聖戦（クルセイド）に大きく関わることになる。
クルセイドにおける神の遺産の争奪戦の中、純血の天使「続」と堕天使「皐」との対決。月宮に現れた新たな死の烙印、そして謎の組織、「アルカナ」と「神葬」の介入により複雑化する激闘の中、混血の天使、日向には隠された目的があるのであった。

## 登場人物

### 混血
月宮（つきみや）
本作の主人公。容姿端麗な女性で天使と吸血鬼の混血。自身の血から作られた長剣を武器にする他、自らの血液を自在に操って戦う。又、吸血した相手の記憶を読み取れもする。魔族の血が半分混ざっているために「嘘」を見破る力が有る。
冷静そうに見えるが、プライドが高く、すぐに手が出る好戦的な性格。しかし、日向のことを信じたりする甘い一面もある（この時の日向は桃瀬が化けたものだった）。日向や続にバカにされるといつも殴っている（たまに平手打ち）。しかし、尚に対しては先輩的な立場で彼の心配をした（尚がスパイであるとは気付いていなかった）。花村の手料理を好む。
生まれた時から混血の呪いを持ち、胸の部分に十字の烙印が刻まれていて、呪いが発動するとその瞬間死ぬ、という状態にある。そのため「神の預言書」と「鍵」を求めている。
「神の預言書」の力によって当初の呪いは消えているが、皐に因って精神的に殺された（後に続より神の力の片鱗を分けてもらい復活している）。第二の遺産争奪戦では桃瀬に重傷を負わされ意識を失ったが、目を覚ましたときには傷が治っており、右胸に新たな烙印が刻み込まれていた。新しい烙印は預言書「深淵の章」の中にあるものと同じであり、常盤も同じ烙印を持つ。
神葬がアルカナを占拠した後、常盤にさらわれ行方不明になるが、洗脳され神葬新四番隊隊長に就任する。
彼女が神葬に拉致された原因は烙印をアルカナから保護するためであり、続がアルカナと同盟を破棄したことにより、最後のクルセイドが始まる前に里道の隠れ家において続と花村の手により洗脳を浄解することに成功。
聖戦とは関係の無い「神の遺産」を私的に集めており、第4巻の時点で6つ所持していたが後に尚によって奪われた。
聖戦の終盤、日向と共に聖戦の核に侵入し、破壊に成功。その後、彼女の胸に刻まれた黒印も消滅。
新世界において、消滅した日向と再会する。
正体は前回の聖戦で敗れた昴の仲間であった戸島の娘柚花で、黒印の生贄にされ9歳で死亡。
神となった火維の慈悲により、記憶を消された上で魂が転生したもの。
日向（ひなた）
本作のもう一人の主人公。混血の天使。
月宮と同じ呪いの烙印を持ち、呪いを解くために預言書を求める。
飄々とした掴みどころのない性格をしており、それ故に良く思われない場合も多く、牧野には「これで性格が残念じゃなきゃ…」と言われた。呪いを解くことに関する貪欲さは強く、月宮を出し抜いてでも呪いを解こうとすることも多い。主に呪符を使った戦いを得意とする。月宮と同じく皐により精神的に殺されたが、同じ神の力によって復活した。
続の協力者であり、スパイとしてアルカナ及び皐側に潜伏しており、信頼を得ている。しかし月宮にはそのことを打ち明けておらず、彼女も日向を完全に敵だと信じ切っていた。スパイであることが和泉に発覚して拘束されていた所を月宮に助けられるが、直後に尚と交戦し倒れる。
続側に付く前からアルカナと関わっていたこともあり、預言書の鍵や「聖櫃」の使い方を知っており、聖戦に関する知識もある。
和泉の持つ「創造の聖杯」を奪うためアルカナに協力し、尚と共に神葬にスパイとして潜入などの工作に関わり、洗脳された月宮と遭遇する。
続と神葬が和解し、香撫を捕え処刑した後は洗脳を解いた月宮と行動をともにする。
続は一度日向に小物ぶるのは止めろと言ったことがあるが、その正体は50年前の前回の聖戦で敗北した神候補の天使「昴」の転生。
輝かしいどころか策略や裏切りと血に塗れた聖戦を呪い、聖戦に関わったために人生をめちゃくちゃにされた仲間を思い、聖戦システムを破壊するために禁断の転生の術を使って自害し次の聖戦の時代に転生した。
聖戦の終盤、和泉に目的を示唆され窮地に陥るが、和泉の持つ、｢創造の聖杯｣の力を使い、聖戦の核の侵入に成功、続と皐の対峙の際に聖戦の核の破壊に成功するも、月宮の前で消滅し死亡。
しかし、別の次元に幽閉されており、その中で神の遺産の力を手に入れ、新世界において記憶を取り戻した月宮と再会する。
厳密には混血ではなく人間だが、天使の魂が入って誕生したために混血の呪いがかかっていた。
尚（なお）
天使と人間の混血。
日向と同じく呪符を用いた戦闘を得意とし、使用する符術の系統は「四東分流蓮密（しとうぶんりゅうはすみつ）」。戦闘では符術と合わせて三つ又の槍を使う。月宮や日向と同じ死の烙印を持ち、その死期が近いため呪いを解くために神の遺産や純魔族を探す。その途中で月宮に出会う。皐が続側に送り込んだスパイ。花村曰く、「パーティに一人居たら便利系」。
自身が強く願うことで「願い」を「確信」へ変え、結果として欲求を叶えることを信条としているが、日向には「欲求が足りない」と言われる。
料理が壊滅的で自分でも味見ができない。また、月宮の部屋を探すためにダウジングを使ったりとストーカーぽい一面がある。ちなみにバイセクシャルである。
続には気に入られており、花村と共に神の遺産の回収を任されるなどの信頼を置かれているが、時折見せるバイセクシャルの一面で寒気を抱かせることもある。
皐のスパイだとばれてしまった後、日向と戦い行方不明だったが、日向によって助けられる。
日向と共に神葬潜入後、桃瀬に生存を知られ、続の暗殺を強いられるが、その行いを償うかのように、皐の本拠地に単独で潜入し、皐を道連れにしようと自爆し死亡した。その際に続に第二の遺産である「深淵の章」を明獣を経由して譲渡する。

### 天使
続（つづき）
神託を受けた神候補序列第十位の純血の天使。皐の二つ歳下の弟。
「神の力」を手に入れるため、月宮と日向を利用する。背が小さいのを気にしている。
純血天使であることに高いプライドを持ち、かなり自己中心的な性格をしている。故に混血の天使や堕天使、魔族を見下しているが尚とは馬が合う。しかし、交渉となると押しに弱い一面もある。皐のスパイがいることが分かっても漫然とした態度をとっていたが、スパイが尚であることを見抜くと態度を一変させた。
日向の神葬潜入後、尚が続側に寝返って安息するも、彼が皐の本拠地に乗り込み絶命した後、救えなかったことを悔やむ。
神の遺産にたどり着く「運気」と、その力を感じ取る「能力」を持つため、本人自ら「神の遺産」を取りに行こうとはせず、そのために月宮と日向を向かわせるが、時には自ら出向く。砂時計の形をした「自身の幸運を食って世界の理を変える力」ももっているが、直後に自身の運気が消えてしまうため普段は自重している。面倒事は花村や月宮たちに任せるのが主義で、コント的なやり取りを行うこともある。堕天使との戦いで右足左腕を骨折した。
武器は刀だが、日向の術式をアレンジして使用するなど術式にも長けている。銃弾の軌道を読み取って曲げられるために銃撃は効かない。
ある理由でアルカナと同盟を結んでいたが、尚が死の直前に香撫と和泉・里堂の会話を録音していたことに日向が気づいたことをきっかけに、続はアルカナとの同盟を破棄。
現在は取引により神葬と同盟を結んでいる。
最後の聖戦で、自分の運気をすべて使いきって一時的に皐を堕天する前の状態に戻し、自分のせいで皐が堕天してしまい彼の人生が狂ってしまったことに対して謝罪すると共に、「もう一度会いたかった」という思いを伝えた。
聖戦が消滅した後の世界では皐と共に、前の世界の記憶を失ったまま暮らしている。
技
『聖撃』『改』『四重』
第二の聖戦で以前皐が使った「聖撃」をコピーし続なりにアレンジした技。直後に皐にこの技を改造した『聖撃・狂乱 四×四重（じゅうろくじゅう）』によって窮地に追いやられる。
発動前に続は「第6章 15から24術式を展開」と唱えている。

花村（はなむら）
犬っぽい魔族。続の従者。拳銃を武器にする。続とは主従関係にあるが、言いたいことはハッキリ言う性格で続に対して暴言を吐くこともある。
過去にフランスで修業し三ツ星のレストランの厨房で料理人をしていたり、陶芸家など数多くの仕事を経験しており、技術は折り紙つきでコネも豊富。「ドS」の性根が拭い切れないらしく、その捌け口は大概続に向かう。第二の遺産の争奪戦では一時的に大きな犬の姿に変身した。
従者という役職自体が天使側に付く魔族への免罪符的役割であり、故に魔族を裏切る形となっているが、何らかの目的があって天使側に就いている模様。
聖戦が消滅した後の世界では前の世界の記憶はなくなり、桃瀬の兄として暮らしている。

### 堕天使
皐（さつき）
神託を受けた堕天使。堕天する前は神候補序列第三位だった。続の二つ歳上の兄。右目に眼帯をしている。
他者の精神を「殺す」力を持ち、堕天しているにも関わらず天使側の力も使うことができる。クールな性格。神になるために売ったものは「正常」。
アルカナと繋がっており、その働きを高く評価している。4巻にて「深淵の章」を穢した力を使い、月宮を生贄に聖戦終了の状態を偽装して神になろうとしたが、日向の工作により失敗した。アルカナの裏切りにより、協力関係は崩壊している。
神葬と同盟を結んだこともあるが、アルカナの香撫と神葬の里堂がそれぞれのスパイとして情報提供を受けていた。
続が幼い頃、幽閉されていた魔族が続と「神になるまで続の養分を吸い取る契約」を無理矢理結んだため、その契約を肩代わりして行方をくらませ、それから2年の月日が経った頃には既に堕天していた。
聖戦が消滅した後の世界では続と共に、前の世界の記憶を失ったまま暮らしている。
武器は「哭帝」と呼ぶ刀。
技
『聖撃』
作中で続と最初に対戦したときに使用。対堕天使用の結界を一撃で破る破壊力を持つ。
『聖撃・狂乱 四×四重（じゅうろくじゅう）』
第二の聖戦で使用。続の『聖撃』『改』『四重』を即座に改造しダメージを与えた。
発動する前に「第6章 15から24術式を展開 加えて第12章1節を強制挿入」と唱えている。

桃瀬（ももせ）
猫っぽい魔族。皐の従者。
自らの影を操って戦い、影を応用し誰かに変装することも可能。皐に心酔しており、彼の命を受けて動いている。皐に拾ってもらってからは、皐のいない人生はいらないと考えるようになったため、皐が神になったら殺して欲しいと皐に言っている。
聖戦が消滅した後の世界では前の世界の記憶はなくなり、花村の妹として暮らしている。

### アルカナ
和泉（いずみ）
アルカナの代表取締役。
未来を予見する能力を持ち、どこに神の遺産が現われるかを予知できる。神の遺産の能力をかなり引き出せる。
自身が神になるために神の遺産を狙っており、本来登場しないはずの神の遺産をねじ込ませることで未来を変えるように動いている。杭を武器にする。
時間を止める能力が有る。それにより、相手に超人的なスピードがあると錯覚させることができる。時間を止める力を使うと髪色が黒から金になる。
その正体は純魔族であり、何度か続サイドからは疑惑を受けている。
続との協定破棄後、正体を開放し、神の遺産のコピーを利用して第3の神候補の昇格に成功する。コピーした神の遺産は体の中に取り込んでいる。
聖戦の際に遺産のコピーを集め、黒印のコピーを九妃の一人に仕立て「神座」を出現させるが続達の策略に掛かり続に切りつけられ死亡。
神になろうとしたのは自分の死の予知から回避することだったが、皮肉なことに自分の予知通りの最期を遂げてしまった。
牧野（まきの）
アルカナの構成員。
限られた空間で幻術の自身を作り出す。銃を武器にするほか、手の甲に刻んだ紋様を用いて鎌鼬を放つこともできる。日向に遊ばれることが多く、桃瀬から雑魚呼ばわりされる。和泉のことを「閣下」と呼ぶ。和泉からは信頼されているようで側近のように行動し、遺産の回収や諜報などの役割を行うが失敗も多い。
第二の遺産争奪戦では武器型の神の遺産を使い、仲間まで攻撃しつつ続、花村と交戦したが、それは皐が化けたものだった。
当初は目立たなかったキャラであることを本人も自覚しているようで、5巻あとがきでは「ザコAから表紙を飾るまでになった」と自ら言っている。
その正体は和泉と同じく魔族(蝙蝠)であり、魔族の匂いを隠して行動しているが、花村に嗅ぎつけられかける。
聖戦の際に出現した神の遺産をコピーした時に正体を表した。
聖戦が消滅した後の世界では前の世界の記憶はなくなり、一般人として暮らしている。
「九妃」（くき）
アルカナの構成員。
全く同じ姿をした9人の女性。混血であり血を操ることができるが、嘘を見抜く力は無い。
一人欠けても直ぐに9人が揃うため、人工的に量産されている。初めに月宮たちの前に現れた「九妃」は神の遺産「雷槍グングニル」を操った。
彼女「達」の存在は黒印のコピーの器に過ぎない。

### 神葬
常盤（ときわ）
神葬一番隊隊長であり、神葬のトップ。堕天使。
月宮と同じ烙印を刻まれており、新たな聖戦「クルセイド」を管理下に置こうと企む。人の顔に落書きする趣味がある。
最後のクルセイドが始まる前に続の所持する遺産をアルカナから守るために本拠地で待機していたところで香撫と遭遇し、彼女に操られた雪に斬られ、最期は香撫に頭を撃ち抜かれて死亡。
雪（せつ）
常磐直属の監察方。
マフラーをしている。表情の変化が少なく小声で話す。背が低い。山吹が香撫の策略で殺されたと知った時は「仲間の命をなんだと…」と怒り、香撫に切りかかった。
香撫の呪術に洗脳され、常盤に奇襲した後、自らの首を切り死亡。
菊坂（きくさか）
神葬二番隊隊長。
神の遺産の刀“朧”を持つ。
聖戦が消滅した後の世界でも記憶が失われなかった。
市川（いちかわ）
神葬五番隊隊長。
犬のような魔族、目を開けて寝られる。
最終話の菊坂の発言で、最後の聖戦の最中に死亡していることが発覚した。
香撫（かなで）
神葬六番隊隊長。常磐の部下。
縦ロールが特徴的な麗人で、口調も非常に丁寧なお嬢様口調。動物型のキャンディーを携帯しており、よく口にしているほか他人に勧めるのも習いのようである。
前線に赴く性格ではないが、銃の腕前は相当なものである。戦闘では靴に仕込んだ銃撃などの不意打ちを好み、奥の手として目を合わせた者を呪う・止めるなどの能力を持つ。
精神的ドMを自称し、あえて自らを窮地に追い込むことを悦びとする変人だが、本質的には他者を踏みにじることを楽しみとする性格の持ち主である。「萌え」が口癖で、求めるそれを得るため、持ち前の悪知恵の働く性分を活かして、楽しみながら様々な謀略を巡らせ、易々と各陣営を渡り歩くことになる。　
かつては死の淵にいた際に常磐に神の力をもって救われ、この際に眼に関する能力も得て魔族化する。常盤にその頭脳を見込まれ神葬に籍を置くことにはなったが、単調な日々には嫌気が差していた。自由と刺激を求めて大間とともにアルカナと内通し、スパイ提供のために日向と尚を神葬に潜入させる。
神葬脱出においては一時的に菊坂を戦闘不能にさせるなど、一役買った。脱出後は同志であるはずの大間を殺害し、アルカナに重役として迎え入れられる。しかし、更なる刺激と続陣営の崩壊を狙って里堂と共に皐に寝返っており、アルカナの情報を提供していた。
様々な策を講じ、続達を陥れようとするも尚が死の直前に里堂や和泉との会話を盗聴していたため、彼の死後、皐に与していたことを続や神葬達に見破られる。その後、洗脳解除中の月宮を利用し脱出しようとして常盤に妨害され、死亡したと思われたが、処刑地の蛇蔵の蛇を洗脳し脱出しその後は部下の里堂を殺害、続と神葬に復讐しようと暗躍する。
最後のクルセイドが始まる直前、続側に里道の洗脳が施された月宮を人質にし、彼女の洗脳解除の手段と引き換えにアルカナと皐側に神の遺産の保管場所を公開という条件を出し続側を劣勢にしようとする。神葬の新しい本部に単独で潜入して常盤と対峙し、その際に自分の呪術で雪を手駒にして常盤を負傷させた上で雪と常盤を殺害し、最期は「こんなつまらない世界なくなればいい」と言いながら自分の銃で頭を撃ち、死亡した。
山吹（やまぶき）
前神葬四番隊隊長。香撫の策略に陥れられ、アルカナのスパイとして処刑された。かなりの美形で日向曰く「神々しい」。
また、自分で自分のことを「超絶美形」と言うナルシストでもある。
里堂（りどう）
神葬四番隊隊員。片眼鏡を付けており、口調は非常に丁寧だが仰々しい。人を食ったような態度でいつも澄ましている胡散臭い男。「マリアンヌ嬢」と呼ぶ自立して行動するぬいぐるみを常に携帯しており、淑女とそれに仕える執事のような振る舞いで漫才のような掛けあいを行っているのが常である。
洗脳のスペシャリストであり、月宮の側に仕え、従いつつも彼女を傀儡としたのも彼の仕事である。香撫の元部下でもあり、当時行っていた非人道的な実験を彼女が黙認していたことなどから今も仲が良い。そのため、神葬脱出後の香撫と共に共謀して皐に寝返っており、彼に神葬の情報を提供している。
香撫死亡後は神葬から逃れ皐に付き添う。しかし、処刑されたはずの香撫に撃ち殺される。
大間（おおま）
神葬三番隊隊長。
機転が良くなく、尚の印象では「頭弱そう」な男だが、実は面倒見がいい。表向き香撫との仲は険悪だが実は裏で手を組んだ同志であり、脱出に至る裏工作ではその演技が常盤を欺く上で一役買った。実力は相当な物で菊坂に「力で言ったら市川と1,2を争う」と言わしめる程。神葬脱出後、香撫に裏切られ射殺される。
月宮（つきみや）
現神葬四番隊長。
詳細は上記の月宮の項目にて。

## 用語
混血（こんけつ）
天使とそれ以外の種族との間に生まれた呪われし存在。天使と魔族の両種族から見下されている。
神は、清浄な立場にある天使が他の穢れた種族と結ばれるのを許さなかったために、混血の子供に呪いの烙印を架した。
烙印（らくいん）
混血の天使に刻まれた呪いの印。
呪いが発動したり、強い力を察知すると反応する。18歳までに純魔族の血を飲むか神の力を用いて打ち消さねば、呪いが発動して死ぬ。月宮の体に新たに現れた烙印は「深淵の章」にも記されている黒印（後述）であった。

浄化（じょうか）
神に最も近い、あらゆる穢れを祓うことができる清浄な力。
純血の天使にのみ持つことが許される。
神の遺産（かみのいさん）
神の力を持つ道具。
聖戦を引き起こすために必要となる。神の遺産が出るときには必ず満月となる。世界中にもともと散らばっているものと、聖戦のために新しく出現するものの二種類が存在する。もともとある物で現代に残っているものは100個前後であり、アルカナは武器型だけでも20個以上持っている。
神の預言書 「王冠（ケテル）の章」
第一の神の遺産。
略は預言書。続が所有している。
神の力について記された書物で、烙印の呪いを解くことができる。あらゆる種族が狙うレアアイテム。開くには鍵が必要となる。
第五の遺産、「知恵の章」と共に聖戦で出現する番号付きの遺産の情報を予言したものでもある。
預言書の鍵（よげんしょのかぎ）
第一の神の遺産。
神の預言書を開くための鍵。
神の預言書「深淵（ダアト）の章」
第二の神の遺産。
月宮の新しい烙印の記述がある。桃瀬によってかなり穢されてしまっており、4巻の時点では表紙の色が黒く変色していた。
預言書の鍵
第二の神の遺産。
神の預言書「深淵の章」を開くための鍵。
二本の剣
第三の神の遺産。
下記の第四、第五の遺産と同時に出現する。
燭台（しょくだい）
第四の神の遺産。
予言書を読み解く潤滑油のような遺産。
智恵（コクマー）の章
第五の神の遺産。
「王冠（ケテル）の章」と共に聖戦で出現する神の遺産の情報を記した予言書。
聖錫（せいしゃく）
第六の遺産。
負の力が強く、堕天使の皐と相性が良い。
聖冠（せいかん）
第七の遺産。
上記の聖錫と同時出現した遺産。聖錫同様、負の力が強い。
聖櫃（せいひつ）
神の遺産の一つ。
神からの戒めの言葉を収めている箱。
空間を支配する力を持ち、グングニルの攻撃を防ぐことができる。
雷槍グングニル（らいそうグングニル）
神の遺産の一つ。武器型。
「必ず命中する槍」と言われ、一度攻撃が放たれれば決して避けることはできない。ただし聖櫃があれば、攻撃を防ぐことが可能。「双槍」、「大剣」など変型が可能。
絶つもの（セイバー）
神の遺産の一つ。
一振りであらゆるものを粉砕する。
氷雨（ひさめ）
神の遺産の一つ。
刃が触れた部分を氷結させる。離れた場所の相手を氷で捕縛することも可能。
創造の聖杯（そうぞうのせいはい）
神の遺産の中でも上位のもの。
和泉が常に携帯する鏡の中にある。
この他にも第二の遺産争奪戦にてアルカナの構成員が複数の武器型の遺産を使用している他、対堕天使用の遺産を続が所持している。日向のセリフによれば対天使用の遺産もある模様。
聖戦（クルセイド）
「次の神を決めるゲーム」と呼ばれる戦いで、二人の神候補によって争われる。大体50年毎に行われている。
新しく出現する神の遺産が必要となる。遺産は複数出現することもあり、聖戦が終わると満月は消える。
最終的に神候補が定められた13の遺産を全て集め、現れる神座で生贄となる黒印の血を奉げ飲むことで次の神としての継承が行われる。
神候補（かみこうほ）
聖戦において相争うことになる存在だが、神候補序列とよばれる序列で13人が先に選ばれ、その中から二人が最終的な神候補として選ばれる。基本的に純血の天使から選ばれるが、イレギュラーで堕天使がなることもある。また、幾つかの特殊な条件で第三者が確立することがある。
前回の聖戦の神候補は「火維」と「昴（日向の前世）」。
黒印（こくいん/くろじるし）
聖戦の際に定められる生贄候補に現れる印および印をもった生贄候補自身。
聖戦の最後で生贄として屠られ、その血を神候補が奉げ飲むことで神となれる。
1回の聖戦で必ず2名選ばれ、どちらか片方が犠牲となる。
前回の黒印は23歳の青年と9歳の少女柚花（月宮の前世）。
今回の黒印は常磐と月宮。
アルカナ
軍事犯罪組織。
聖戦を引き起こすため、神の遺産を狙う。皐との繋がりを持つ。続と同盟を結んでいたが現在は独立。
秘密裏に聖戦関係の神の遺産のコピーを複数所持。
和泉や牧野も含め全員が魔族である
神葬（かむはぶり）
神の遺産の管理や権利のないものに対し遺産が手に渡らないために暗躍する組織。
神蔵（かみぐら）
神葬が今まで集めた神の遺産を全て記す物。常磐の執務室の隠し部屋の中の鉄格子を開けたその奥に厳重に保管されている。
だが、常磐しか鉄格子の開け方を知らない（例外として日向は手探りの状況でなんとか開けることが出来た）。
隊長クラスでも常磐の許可なしにこの部屋に入ることは重大な隊規違反となる。
周音（あまね）
神葬幹部のみが持つ通信機。
神葬本拠地の内外を繋ぐ唯一の通信手段。

## 書誌情報
- 米山シヲ 『ブラッディ・クロス』 スクウェア・エニックス〈ガンガンコミックス〉、全12巻
  1. 2009年7月22日初版（2009年6月22日発売[1]）、ISBN 978-4-7575-2584-9
  2. 2009年11月21日初版（同日発売[2]）、ISBN 978-4-7575-2721-8
  3. 2010年4月22日初版（同日発売[3]）、ISBN 978-4-7575-2844-4
  4. 2010年10月22日初版（同日発売[4]）、ISBN 978-4-7575-3023-2
  5. 2011年4月22日初版（同日発売[5]）、ISBN 978-4-7575-3195-6
  6. 2011年10月22日初版（同日発売[6]）、ISBN 978-4-7575-3387-5
  7. 2012年4月21日初版（同日発売[7]）、ISBN 978-4-7575-3550-3
  8. 2012年11月22日初版（同日発売[8]）、ISBN 978-4-7575-3779-8
  9. 2013年7月22日初版（同日発売[9]）、ISBN 978-4-7575-4000-2
  10. 2014年3月22日初版（同日発売[10]）、ISBN 978-4-7575-4241-9
  11. 2014年11月22日初版（同日発売[11]）、ISBN 978-4-7575-4411-6
  12. 2015年9月19日初版（同日発売[12]）、ISBN 978-4-7575-4735-3